# Ablanița, Pazardjik
Ablanița (în bulgară Абланица) este un sat în comuna Velingrad, regiunea Pazardjik,  Bulgaria. 

## Demografie
Componența etnică a satului Ablanița
     Bulgari (92,28%)
     Nicio identificare (7,71%)
     Altele (0%)
La recensământul din 2011, populația satului Ablanița era de 376 locuitori. Din punct de vedere etnic, majoritatea locuitorilor (92,28%) erau bulgari. Pentru 7,71% din locuitori nu este cunoscută apartenența etnică.